# Ergasilus caeruleus
Ergasilus caeruleus is een eenoogkreeftjessoort uit de familie van de Ergasilidae. De wetenschappelijke naam van de soort is voor het eerst geldig gepubliceerd in 1911 door Wilson C.B..